# Braunsapis clarissima
Braunsapis clarissima är en biart som först beskrevs av Cockerell 1929.  Braunsapis clarissima ingår i släktet Braunsapis och familjen långtungebin. Inga underarter finns listade.

## Bildgalleri

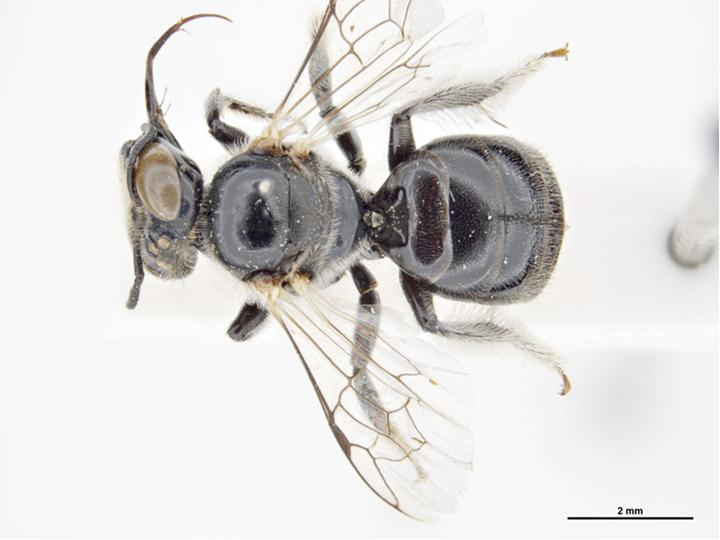
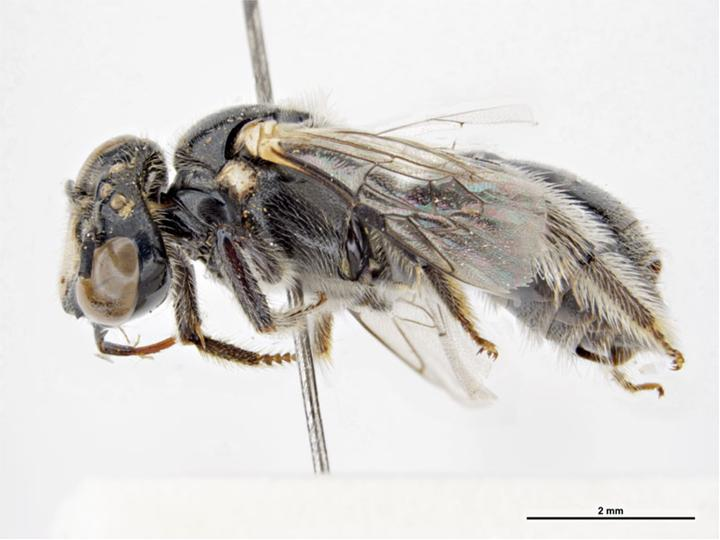